# Терехов, Анатолий Константинович
Анатолий Константинович Терехов (17 декабря 1934, Алфёровка — 1983) — горный мастер шахты «Коксовая» комбината «Прокопьевскуголь», Герой Социалистического Труда (1975).

## Биография
Родился 17 декабря 1934 года в селе Алфёровка Абдулинского района Чкаловской области. В 1955 году, после окончания горного техникума в городе Кемерово, поступил горным мастером на шахту «Коксовая» в Прокопьевске. Вся его трудовая деятельность прошла на этой шахте. Коллектив, руководимый Тереховым, систематически перевыполнял план.
В 1971 году был награждён орденом Трудового Красного Знамени, в 1975 году ему присвоено звание Героя Социалистического Труда. Он являлся полным кавалером знака «Шахтёрская слава».
Терехов был активным общественником, вёл партийную работу (секретарь партийной организации участка, член парткома шахты). Неоднократно избирался депутатом городского и районного Советов народных депутатов.